# ماثيو لوك (سياسي)
ماثيو لوك هو سياسي أمريكي، ولد في 1730 في مملكة أيرلندا، وتوفي في 7 سبتمبر 1801 في ساليسبري في الولايات المتحدة. انتخب عضو مجلس ولاية كارولاينا الشمالية ‏ وانتخب عضو مجلس نواب كارولينا الشمالية ‏ وانتخب عضو مجلس النواب الأمريكي.